# Eudorylaimus modestus
Eudorylaimus modestus is een rondwormensoort uit de familie van de Dorylaimidae. De wetenschappelijke naam van de soort is voor het eerst geldig gepubliceerd in 1952 door Altherr.